# あずさ回数券
あずさ回数券（あずさかいすうけん）は、かつて東日本旅客鉄道（JR東日本）が発売していた特別企画乗車券である。2019年3月16日のダイヤ改正から座席指定制度が新システムに移行（全車指定席）したため、前日の3月15日をもって販売・利用とも終了した。
ここでは、中央線料金回数券（ちゅうおうせんりょうきんかいすうけん）など、中央東線を走行する特急列車で利用可能な特別企画乗車券（回数乗車券など）についても説明する。

## 概要

### あずさ回数券
6枚綴りの指定席特急券つき乗車券で、普通車用のみ発売していた。
「あずさ」の名称を使用しているが、「かいじ」系統および快速「ムーンライト信州」・「ホリデー快速ビューやまなし」の普通車指定席も利用可能であった。また、指定列車出発前までの変更は何度でも自由、1券片ごと単独で使用可能のため例えば3人で往復利用といった使い方も可能、満席時や指定を受けなくても自由席の利用は可能、指定列車に乗り遅れた場合は当日に限り後続の特急列車の自由席が利用可能など、汎用性が高かった。購入はJR東日本の首都圏、長野支社、新潟支社（酒田駅以西）、仙台支社（石越駅以南）の主な駅のみどりの窓口、びゅうプラザ、提携販売センターおよび主な旅行会社となる（首都圏各支社管内と長野支社管内の指定席券売機でも購入できた）。さらに区間が限定されるものの、山梨県内および長野県内の東海旅客鉄道（JR東海）管内のみどりの窓口でも購入できた。JR東海がJR東日本の企画乗車券を取り扱うのはきわめて異例と言えた。
指定席券交付（えきねっと予約からの交付の場合は決済しないものの、登録クレジットカードも必要）は発売駅のみどりの窓口や指定席券売機で回数券使用扱いにて行えた。
設定は以下のパターンがあり、相互利用が可能であった。大人用のみであり、子供用はない。
発売区間（いずれも東京都区内発着）
| 乗車・降車駅      | 発売額   | 1枚あたりの値段 | JR東海での発売駅 （区間内のみどりの窓口設置駅） |
| ----------------- | -------- | --------------- | ----------------------------------------------- |
| 甲府・竜王        | 17,280円 | 2,880円         | 身延線 南甲府駅-身延駅間                        |
| 韮崎 - 小淵沢     | 23,760円 | 3,960円         | 身延線 南甲府駅-身延駅間                        |
| 富士見 - 茅野     | 25,620円 | 4,270円         | 飯田線 伊那松島駅-天竜峡駅間                    |
| 上諏訪・下諏訪    | 25,920円 | 4,320円         | 飯田線 伊那松島駅-天竜峡駅間                    |
| 岡谷 - 辰野       | 26,220円 | 4,370円         | 飯田線 伊那松島駅-天竜峡駅間                    |
| 塩尻 - 松本       | 27,780円 | 4,630円         | 中央本線（中央西線） 木曽福島駅                 |
| 豊科 - 穂高・明科 | 31,500円 | 5,250円         | （発売なし）                                    |
| 聖高原・信濃大町  | 32,700円 | 5,450円         | （発売なし）                                    |
| 白馬 - 南小谷     | 36,120円 | 6,020円         | （発売なし）                                    |

かつては千葉駅発着の設定もあったが利用者低迷を理由に2010年2月28日をもって発売を終了した。
なお、篠ノ井線および大糸線区間において「しなの」の利用はできなかった。また、甲府駅などで例えば「かいじ」から「あずさ」への乗り継ぎといった利用も不可であった。
有効期限は3ヶ月であるが、年末年始やお盆期間、ゴールデンウィークなどの利用制限期間は利用できなかった。

### 中央線料金回数券
定期乗車券利用者を目的（乗車券や休日おでかけパスなどと組み合わせても利用可能）に設定された「あずさ」系統と「かいじ」系統の普通車自由席が利用可能の回数特急券。4枚綴りであり、大人用のみ発売していた。
| 乗車/降車駅  | 錦糸町・東京〜新宿 | 立川・八王子 |
| ------------ | ------------------ | ------------ |
| 立川・八王子 | 1,920円            | （設定なし） |
| 大月         | 3,480円            | （設定なし） |
| 甲府・竜王   | 4,520円            | 3,480円      |

### 中央線東京週末フリー乗車券
2014年4月1日から発売開始。中央東線、篠ノ井線、大糸線の各駅から東京都区内までの往復乗車券と東京フリーきっぷがセットになった特別企画乗車券。利用可能期間が土曜日と日曜日の連続する2日間であり、かつ発売は開始日の前日（金曜日）まで。大人用と子供用の設定があり、別に特急券を購入すれば「あずさ」や「かいじ」の利用が可能。
| 利用開始駅        | 大人    | 子供    |
| ----------------- | ------- | ------- |
| 塩山              | 3,000円 | 1,000円 |
| 山梨市 - 竜王     | 3,300円 | 1,100円 |
| 韮崎              | 3,600円 | 1,200円 |
| 長坂・小淵沢      | 4,200円 | 1,500円 |
| 富士見 - 茅野     | 4,500円 | 1,600円 |
| 上諏訪 - 辰野     | 4,800円 | 1,700円 |
| 塩尻 - 松本       | 5,200円 | 1,900円 |
| 豊科 - 信濃大町駅 | 5,600円 | 2,100円 |

### かいじきっぷ
1988年3月に発売開始。竜王駅から塩山駅までの「かいじ」停車駅（竜王は当時「かいじ」が停車していなかったため、甲府まで普通列車を利用）から東京都区内まで往復で利用できる自由席特急券つき乗車券で、相互利用が可能であった。有効期間は4日間。
往復で4,000円と、並走する中央高速バスの片道1,700円（往復割引なし）に近い運賃・料金の設定であったが、「あずさ」は勿論「はまかいじ」など新宿を発着する「かいじ」と快速・普通列車以外の列車は利用できなかった。また、乗り越しや内方乗車（券面区間内の途中駅から乗車）など券面に記載されている駅及び範囲以外からの乗車は原則禁止されており、この場合特急料金と乗車券を支払う必要があった。また、東京都区内から甲府駅までの片道普通運賃は2,100円で、「かいじきっぷ」は普通乗車券による往復よりも安く、「かいじ」限定とはいえ設定に疑問を感じる意見もあった。
2001年12月にJR東日本管内で特別企画乗車券の整理が行われた際に廃止された。

### かいじ東京週末フリーきっぷ
「かいじきっぷ」の後を受けて設定された特別企画乗車券。後述の「かいじ東京フリーきっぷ」の前身ともいえるきっぷである。「東京週末フリーきっぷ」同様利用可能期間が土曜日および日曜日の連続する2日間であったほか、2人用と3人用のみで1人用がないなど、厳しい制限があった。2006年9月に廃止。

### かいじ東京フリーきっぷ
竜王駅から塩山駅までの各駅から東京都区内までの往復特急券つき乗車券と東京フリーきっぷがセットになった特別企画乗車券。「東京週末フリーきっぷ」との違いは平日の利用もできることと、「あずさ」系統の利用が不可能である点。料金は5,500円と同区間に設定されている「東京週末フリーきっぷ」より若干安い。 
なお、上述のとおり「あずさ」系統を利用した場合は別途特急料金を徴収される（運賃は有効）ので注意が必要である。
塩山 - 竜王間の東京週末フリーきっぷ発売に伴い、2009年9月に廃止された。

### かいじ料金回数券
定期乗車券利用者を目的に設定された「かいじ」のみ利用可能の回数特急券。4枚綴りであり、大人用のみ発売している。設定は以下のパターンがあり、相互利用が可能である。
| 乗車/降車駅 | 錦糸町・東京〜新宿 | 立川         | 八王子       | 大月         |
| ----------- | ------------------ | ------------ | ------------ | ------------ |
| 八王子      | 2,000円            | （設定なし） | ‐            | （設定なし） |
| 大月        | 3,200円            | （設定なし） | 2,000円      | ‐            |
| 甲府・竜王  | 4,000円            | 3,200円      | （設定なし） | 2,000円      |

「中央線料金回数券」の発売開始に伴い、2009年9月に廃止された。

### 東京週末フリーきっぷ
中央東線、篠ノ井線、大糸線の各駅から東京都区内までの往復特急券つき乗車券と東京フリーきっぷがセットになった特別企画乗車券。利用可能期間が土曜日と日曜日の連続する2日間であり、かつ発売は開始日の前日（金曜日）まで。大人用と子供用の設定があり、「あずさ」系統と「かいじ」系統を含む普通車指定席および普通車自由席が利用可能であった。
設定は以下のパターンがある。今までは長野県内各駅発着のみの販売であったが、2009年7月より山梨県内各駅発着においても販売が開始された。2014年3月29日利用開始分を以って発売終了し、中央線東京週末フリー乗車券に移行した。
| 利用開始駅        | 大人     | 子供    |
| ----------------- | -------- | ------- |
| 塩山 - 竜王       | 5,700円  | 2,000円 |
| 韮崎 - 小淵沢     | 7,800円  | 2,500円 |
| 富士見 - 辰野     | 8,000円  | 3,000円 |
| 塩尻 - 松本       | 9,000円  | 3,000円 |
| 豊科 - 信濃大町駅 | 10,000円 | 3,000円 |

## 注記
1. 1 2  http://railway.jr-central.co.jp/tickets/kaisuuken-azusa/index.html
2. 1 2 3 4  鈴木文彦『高速バス大百科』p185
3. 1 2 3  発売当初の1988年当時の値段。消費税などの影響により、「かいじきっぷ」廃止直前である2001年時点では「かいじきっぷ」4,410円、中央高速バス片道1,950円、片道普通運賃は2,210円。
4. ↑  “JR東日本 企画切符を見直し”. 交通新聞 (交通新聞社):  p. 1. (2001年11月6日)